# Amatl

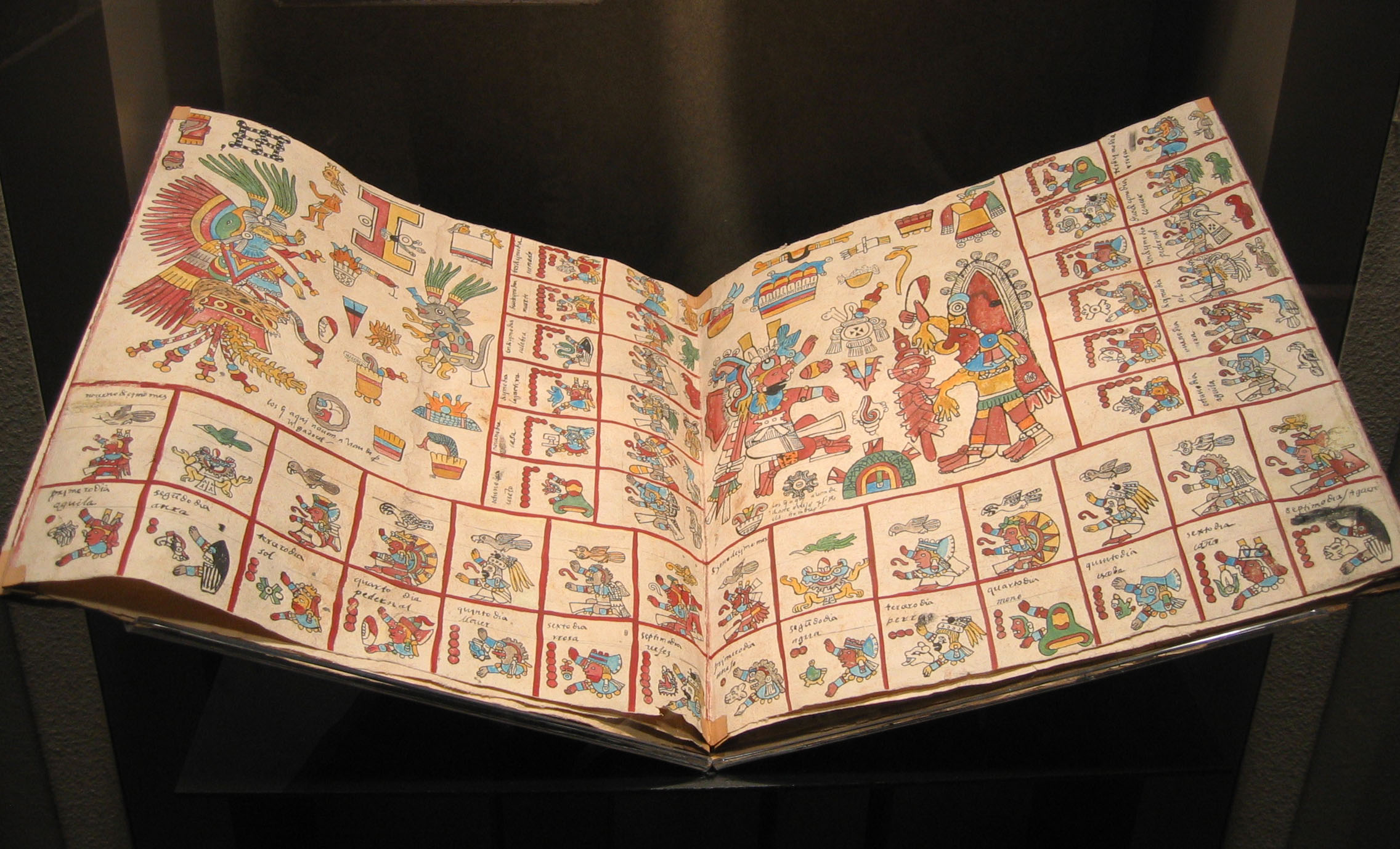
En kopia av Borbonicus-kodexen, en kodex från aztekerkulturen, målad med naturfärger på papper av amatl-bark. Originalet finns i Bibliothèque de l'Assemblée nationale i Paris, faksimilet är utställt i Museo Nacional de Antropología i Mexico city.

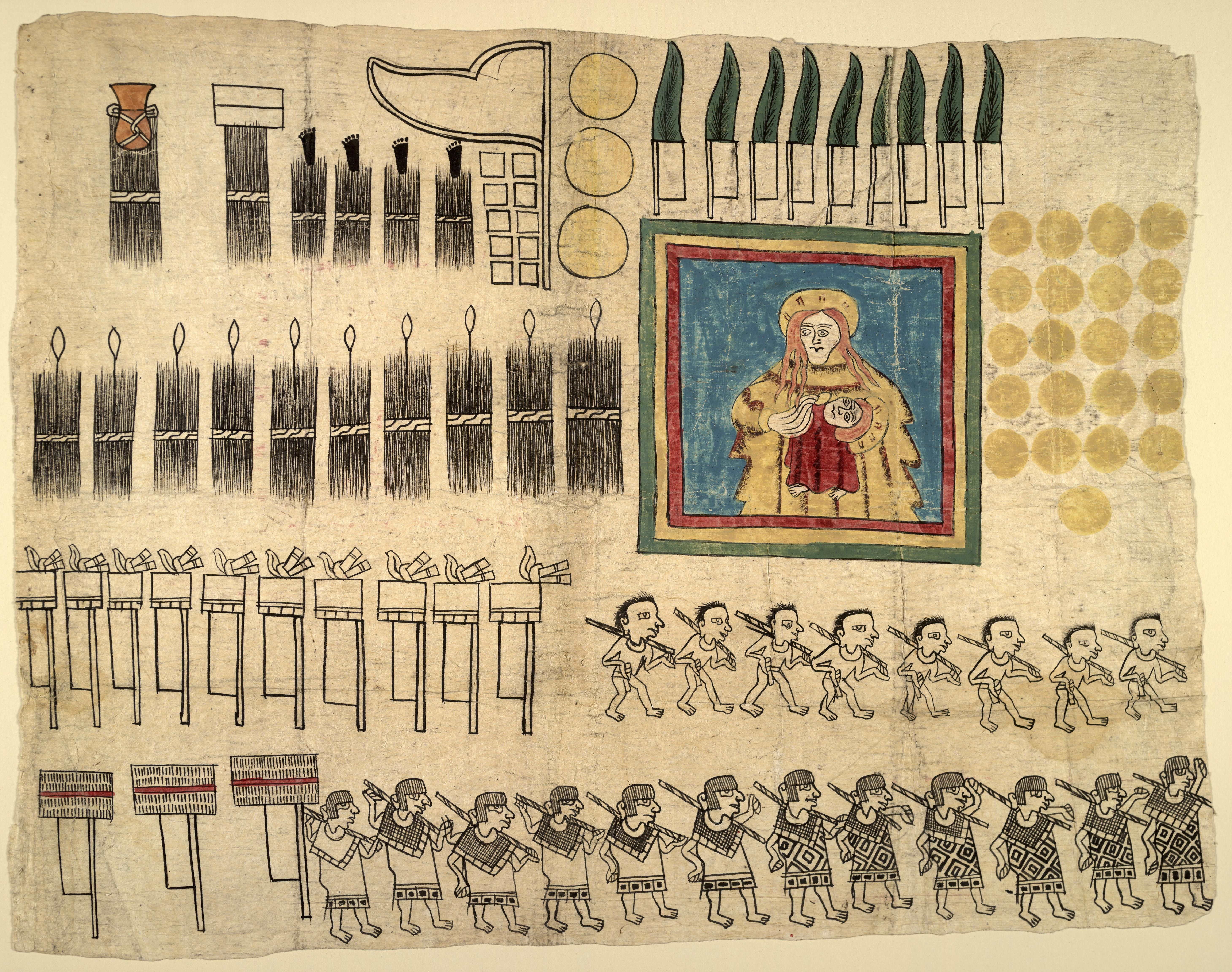
Sida från Huexotzinco-kodexen, en åttasidig bildskrift målad på barkpapperet amatl. Dokumentet togs fram 1531 av lokala indianer för den spanske erövraren Hernán Cortés, som dessa indianer allierat sig med, och innehåller en av de tidigaste bildframställningarna av den förmenta jungfru Maria från Mexiko.

Amatl (på nahuatl) eller amate (på spanska och engelska) är ett pappersliknande material som indianer i det förkolumbianska Mesoamerika framställde av barken på flera sorter fikonträd (exempelvis ficus cotinifolia och ficus padifolia). Pappret var oftast ihopbundet till ett sammanhängande ark som veks som bälgen på ett dragspel till enkelsidor med lika bredd. På det sättet kunde man tillverka codexar eller böcker som skrevs och dekorerades på båda sidor. 
Kort tid efter den spanska erövringen av Mellanamerika, beordrades alla codexar som hittades skulle brännas eller förstöras av katolska präster, ledda av biskop Diego de Landa i Maní. Endast tre kända exemplar av kodexar från mayakulturen, som var den enda mesoamerikanska civilisationen med ett fullt utvecklat skriftspråk, har bevarats i fullständigt skick. Dessa går under benämningarna Madrid Codex, Dresden Codex och Paris Codex efter platsen där de nu förvaras. Dessutom finns några få sidor från en fjärde, vars äkthet är osäker, Grolier Codex.

## Galleri

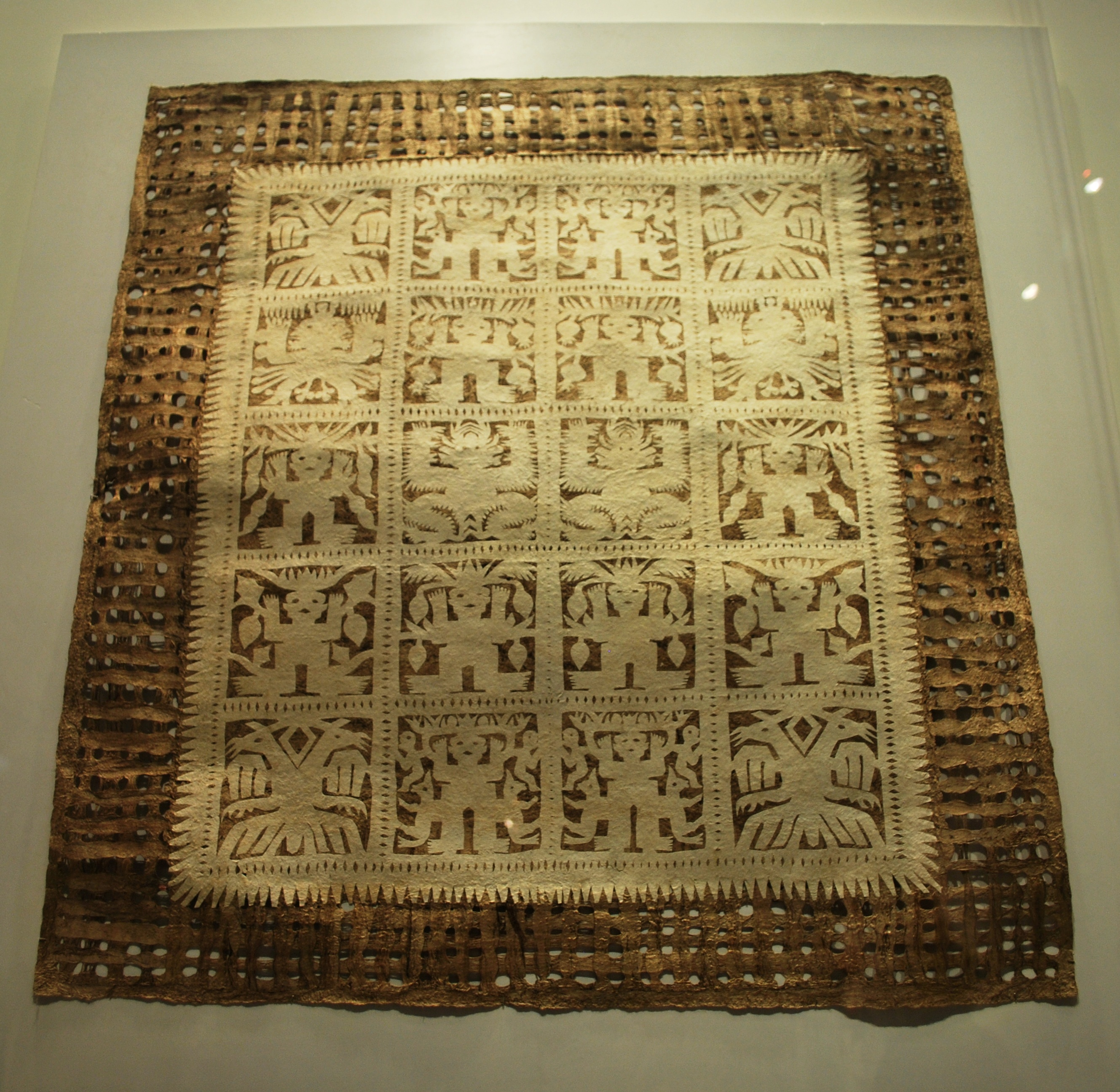
Ett klipp av amatl-papper på museet för folkkonst i Mexico city
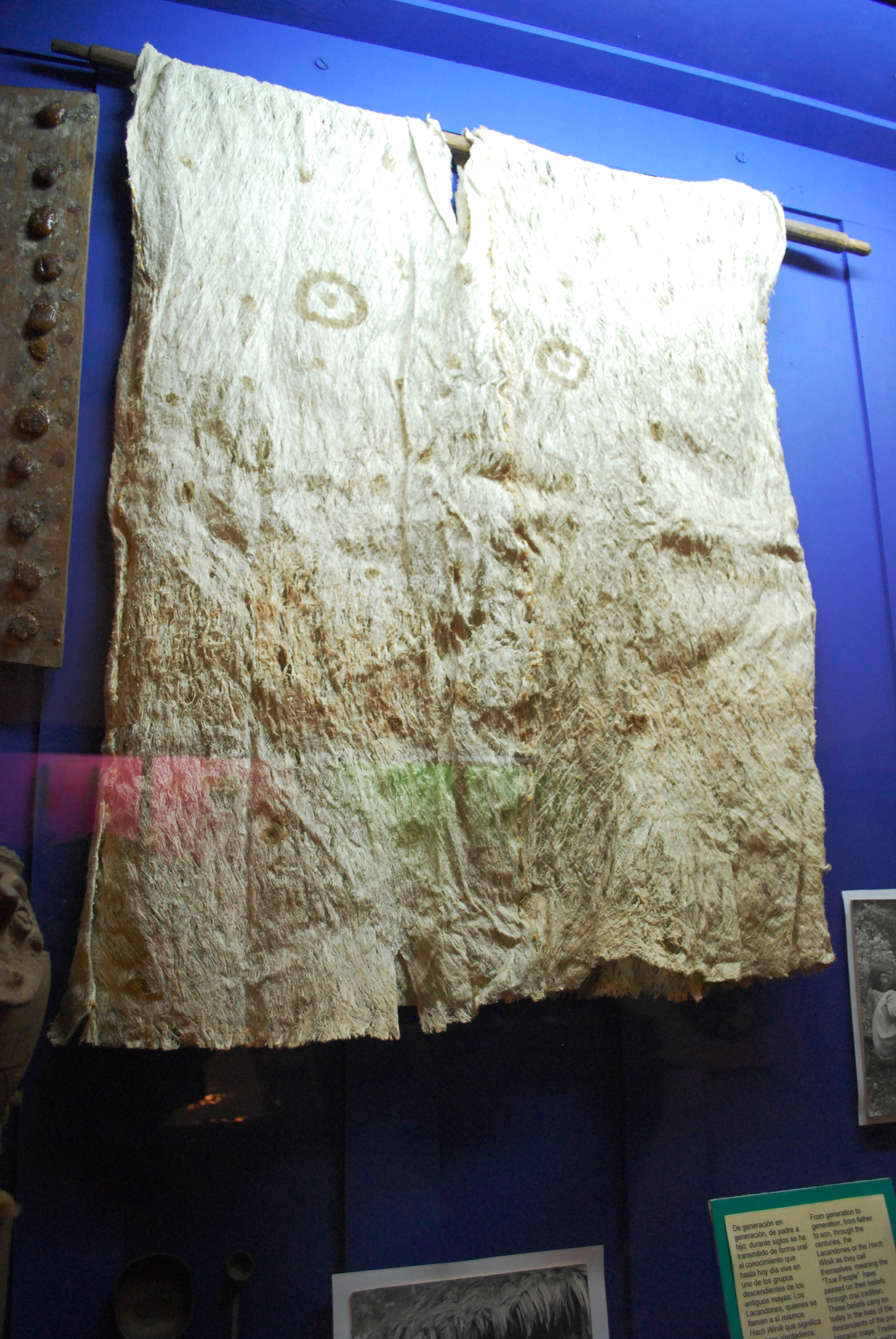
Ceremonikjol av hamrad amatl-bark tillverkad av lacandoner, mayaindianer i Lacandóndjungeln i  delstaten Chiapas. Från Casa Na Bolom.